# Villefranche-sur-Cher
Pour les articles homonymes, voir Villefranche.
Villefranche-sur-Cher est une commune française située dans le département de Loir-et-Cher, en région Centre-Val de Loire.
Localisée au sud du département, la commune fait partie de la petite région agricole « la Grande Sologne », vaste étendue de bois et de prés aux récoltes médiocres. Elle est drainée par la Rère, les Lacs Plats, le Rouaire, les Forges, les Gaz, le Saint Joseph et par divers petits cours d'eau.
L'occupation des sols est marquée par l'importance des espaces agricoles et naturels qui occupent la quasi-totalité du territoire communal. Plusieurs espaces naturels d'intérêt sont présents dans la commune : un site natura 2000 et cinq zones naturelles d'intérêt écologique, faunistique et floristique (ZNIEFF). En 2010, l'orientation technico-économique de l'agriculture dans la commune est la culture des céréales et des oléoprotéagineux. À l'instar du département qui a vu disparaître le quart de ses exploitations en dix ans, le nombre d'exploitations agricoles a fortement diminué, passant de 70 en 1988, à 5 en 2000, puis à 0 en 2010.
Ses habitants s'appellent des Francvillois.

## Géographie

### Localisation et communes limitrophes
La commune de Villefranche-sur-Cher se trouve au sud du département de Loir-et-Cher, dans la petite région agricole de la Grande Sologne,. À vol d'oiseau, elle se situe à 46,8 km  de Blois, préfecture du département, à 7,8 km de Romorantin-Lanthenay, sous-préfecture, et à 16,2 km de Selles-sur-Cher, chef-lieu du canton de Selles-sur-Cher dont dépend la commune depuis 2015. La commune fait en outre partie du bassin de vie de Romorantin-Lanthenay.
Les communes les plus proches sont :
Saint-Julien-sur-Cher (1,2 km), La Chapelle-Montmartin (3,4 km), Langon-sur-Cher (4,2 km), Saint-Loup (6 km), Gièvres (7,6 km), Romorantin-Lanthenay (7,8 km), Mennetou-sur-Cher (7,8 km), Pruniers-en-Sologne (8,2 km) et Villeherviers (8,4 km).
La ville est située sur le Cher et sur le canal de Berry, en bordure de Sologne à une dizaine de kilomètres au sud de Romorantin-Lanthenay et à vingtaine de kilomètres à l'ouest de Vierzon. Elle est au croisement de l'ancienne route nationale 76 et de la départementale 922.

### Hydrographie
La commune est drainée par le canal de Berry (4,005 km), le Cher (0,387 km) et par un petit cours d'eau, constituant un réseau hydrographique de 8,16 km de longueur totale.
Le canal de Berry (d'abord « canal du Cher », puis « canal du duc de Berry » avant de prendre en 1830 son nom actuel) avait une longueur de 320 km. Réalisé entre 1808 et 1840, il a été utilisé jusqu'en 1945 puis a été déclassé et aliéné en 1955.
Le Cher, d'une longueur totale de 365,5 km, prend sa source dans la commune de Mérinchal (Creuse) et se jette dans la Loire à Cinq-Mars-la-Pile (Indre-et-Loire), après avoir traversé 117 communes.
Sur le plan piscicole, ces cours d'eau sont classés en deuxième catégorie, où le peuplement piscicole dominant est constitué de poissons blancs (cyprinidés) et de carnassiers (brochet, sandre et perche).

### Climat
Pour des articles plus généraux, voir Climat du Centre-Val de Loire et Climat de Loir-et-Cher.
En 2010, le climat de la commune est de type climat océanique dégradé des plaines du Centre et du Nord, selon une étude du CNRS s'appuyant sur une série de données couvrant la période 1971-2000. En 2020, Météo-France publie une typologie des climats de la France métropolitaine dans laquelle la commune est exposée à un climat océanique altéré et est dans la région climatique Centre et contreforts nord du Massif Central, caractérisée par un air sec en été et un bon ensoleillement.
Pour la période 1971-2000, la température annuelle moyenne est de 11,3 °C, avec une amplitude thermique annuelle de 15,7 °C. Le cumul annuel moyen de précipitations est de 666 mm, avec 10,8 jours de précipitations en janvier et 6,7 jours en juillet. Pour la période 1991-2020, la température moyenne annuelle observée par la station météorologique de Météo-France la plus proche, « Romorantin-Pruniers », à Gièvres à 8 km à vol d'oiseau, est de 11,6 °C et le cumul annuel moyen de précipitations est de 695,7 mm,. Pour l'avenir, les paramètres climatiques de la commune estimés pour 2050 selon différents scénarios d'émission de gaz à effet de serre sont consultables sur un site dédié publié par Météo-France en novembre 2022.

### Milieux naturels et biodiversité

#### Sites Natura 2000
Le réseau Natura 2000 est un réseau écologique européen de sites naturels d'intérêt écologique élaboré à partir des Directives « Habitats » et « Oiseaux ». Ce réseau est constitué de Zones spéciales de conservation (ZSC) et de Zones de protection spéciale (ZPS). Dans les zones de ce réseau, les États membres s'engagent à maintenir dans un état de conservation favorable les types d'habitats et d'espèces concernés, par le biais de mesures réglementaires, administratives ou contractuelles. L'objectif est de promouvoir une gestion adaptée des habitats tout en tenant compte des exigences économiques, sociales et culturelles, ainsi que des particularités régionales et locales de chaque État membre. Les activités humaines ne sont pas interdites, dès lors que celles-ci ne remettent pas en cause significativement l'état de conservation favorable des habitats et des espèces concernés. Une partie du territoire communal est incluse dans le site Natura 2000 :
la « Sologne », d'une superficie de 346 184 ha.

#### Zones naturelles d'intérêt écologique, faunistique et floristique
L'inventaire des zones naturelles d'intérêt écologique, faunistique et floristique (ZNIEFF) a pour objectif de réaliser une couverture des zones les plus intéressantes sur le plan écologique, essentiellement dans la perspective d'améliorer la connaissance du patrimoine naturel national et de fournir aux différents décideurs un outil d'aide à la prise en compte de l'environnement dans l'aménagement du territoire. Le territoire communal de Villefranche-sur-Cher comprend cinq ZNIEFF :
- la « Prairie de la Demanchère » (1,41 ha)[21] ;
- la « Prairie humide de la Baleinerie » (2,63 ha)[22] ;
- la « Prairie de la Demanchère » (1,41 ha)[23] ;
- les « Prairies de la Vallée du Cher à Villefranche-Sur-Cher. » (32,18 ha)[24] ;
- les « Prairies de Villefranches-Sur-Cher » (164,52 ha)[25].

## Urbanisme

### Typologie
Au 1er janvier 2024, Villefranche-sur-Cher est catégorisée bourg rural, selon la nouvelle grille communale de densité à sept niveaux définie par l'Insee en 2022.
Elle appartient à l'unité urbaine de Villefranche-sur-Cher, une unité urbaine monocommunale constituant une ville isolée,. Par ailleurs la commune fait partie de l'aire d'attraction de Romorantin-Lanthenay, dont elle est une commune de la couronne,. Cette aire, qui regroupe 29 communes, est catégorisée dans les aires de moins de 50 000 habitants,.

### Occupation des sols
L'occupation des sols est marquée par l'importance des espaces agricoles et naturels (96,8 %). La répartition détaillée ressortant de la base de données européenne d'occupation biophysique des sols Corine Land Cover millésimée 2012 est la suivante :
terres arables (11,6 %),
cultures permanentes (0,6 %),
zones agricoles hétérogènes (15,4 %),
prairies (3,5 %),
forêts (65,2 %),
milieux à végétation arbustive ou herbacée (0,7 %),
zones urbanisées (1 %),
espaces verts artificialisés non agricoles (0,5 %),
zones industrielles et commerciales et réseaux de communication (1,7 %),
eaux continentales (0,5 %).

### Planification
En matière de planification, la commune, en 2017, avait engagé l'élaboration d'un plan local d'urbanisme. Par ailleurs, à la suite de la loi ALUR (loi pour l'accès au logement et un urbanisme rénové) de mars 2014, un plan local d'urbanisme intercommunal couvrant le territoire de la Communauté de communes du Romorantinais et du Monestois a été prescrit le 14 décembre 2015.

### Habitat et logement
Le tableau ci-dessous présente la typologie des logements à Villefranche-sur-Cher en 2016 en comparaison avec celle du Loir-et-Cher et de la France entière. Une caractéristique marquante du parc de logements est ainsi la faible proportion des résidences secondaires et logements occasionnels (3,8 %) par rapport au département (18 %) et à la France entière (9,6 %). Concernant le statut d'occupation de ces logements, 65,9 % des habitants de la commune sont propriétaires de leur logement (66,6 % en 2011), contre 68,1 % pour le Loir-et-Cher et 57,6 pour la France entière.
|                                                         | Villefranche-sur-Cher | Loir-et-Cher | France entière |
| ------------------------------------------------------- | --------------------- | ------------ | -------------- |
| Résidences principales (en %)                           | 87,4                  | 74,5         | 82,3           |
| Résidences secondaires et logements occasionnels (en %) | 3,8                   | 18           | 9,6            |
| Logements vacants (en %)                                | 8,8                   | 7,5          | 8,1            |

### Voies de communication et transports

#### Voies
| 124 odonymes recensés à Villefranche-sur-Cher au 30 mars 2014 | 124 odonymes recensés à Villefranche-sur-Cher au 30 mars 2014 | 124 odonymes recensés à Villefranche-sur-Cher au 30 mars 2014 | 124 odonymes recensés à Villefranche-sur-Cher au 30 mars 2014 | 124 odonymes recensés à Villefranche-sur-Cher au 30 mars 2014 | 124 odonymes recensés à Villefranche-sur-Cher au 30 mars 2014 | 124 odonymes recensés à Villefranche-sur-Cher au 30 mars 2014 | 124 odonymes recensés à Villefranche-sur-Cher au 30 mars 2014 | 124 odonymes recensés à Villefranche-sur-Cher au 30 mars 2014 | 124 odonymes recensés à Villefranche-sur-Cher au 30 mars 2014 | 124 odonymes recensés à Villefranche-sur-Cher au 30 mars 2014 | 124 odonymes recensés à Villefranche-sur-Cher au 30 mars 2014 | 124 odonymes recensés à Villefranche-sur-Cher au 30 mars 2014 | 124 odonymes recensés à Villefranche-sur-Cher au 30 mars 2014 | 124 odonymes recensés à Villefranche-sur-Cher au 30 mars 2014 | 124 odonymes recensés à Villefranche-sur-Cher au 30 mars 2014 | 124 odonymes recensés à Villefranche-sur-Cher au 30 mars 2014 | 124 odonymes recensés à Villefranche-sur-Cher au 30 mars 2014 | 124 odonymes recensés à Villefranche-sur-Cher au 30 mars 2014 |
| Allée                                                         | Ave.                                                          | Bld                                                           | Carr.                                                         | Chemin                                                        | Cité                                                          | Clos                                                          | Imp.                                                          | Pass.                                                         | Place                                                         | Pont                                                          | Rampe                                                         | Route                                                         | Rue                                                           | Ruelle                                                        | Square                                                        | Tertre                                                        | Autres                                                        | Total                                                         |
| ------------------------------------------------------------- | ------------------------------------------------------------- | ------------------------------------------------------------- | ------------------------------------------------------------- | ------------------------------------------------------------- | ------------------------------------------------------------- | ------------------------------------------------------------- | ------------------------------------------------------------- | ------------------------------------------------------------- | ------------------------------------------------------------- | ------------------------------------------------------------- | ------------------------------------------------------------- | ------------------------------------------------------------- | ------------------------------------------------------------- | ------------------------------------------------------------- | ------------------------------------------------------------- | ------------------------------------------------------------- | ------------------------------------------------------------- | ------------------------------------------------------------- |
| 0                                                             | 6                                                             | 0                                                             | 0                                                             | 6                                                             | 0                                                             | 1                                                             | 6                                                             | 0                                                             | 2                                                             | 0                                                             | 0                                                             | 3                                                             | 54                                                            | 1                                                             | 0                                                             | 0                                                             | 45                                                            | 124                                                           |
| Notes « N »                                                   | Notes « N »                                                   | 1. 2. 3. 4. 5. 6. 7. 8. 9.                                    | 1. 2. 3. 4. 5. 6. 7. 8. 9.                                    | 1. 2. 3. 4. 5. 6. 7. 8. 9.                                    | 1. 2. 3. 4. 5. 6. 7. 8. 9.                                    | 1. 2. 3. 4. 5. 6. 7. 8. 9.                                    | 1. 2. 3. 4. 5. 6. 7. 8. 9.                                    | 1. 2. 3. 4. 5. 6. 7. 8. 9.                                    | 1. 2. 3. 4. 5. 6. 7. 8. 9.                                    | 1. 2. 3. 4. 5. 6. 7. 8. 9.                                    | 1. 2. 3. 4. 5. 6. 7. 8. 9.                                    | 1. 2. 3. 4. 5. 6. 7. 8. 9.                                    | 1. 2. 3. 4. 5. 6. 7. 8. 9.                                    | 1. 2. 3. 4. 5. 6. 7. 8. 9.                                    | 1. 2. 3. 4. 5. 6. 7. 8. 9.                                    | 1. 2. 3. 4. 5. 6. 7. 8. 9.                                    | 1. 2. 3. 4. 5. 6. 7. 8. 9.                                    | 1. 2. 3. 4. 5. 6. 7. 8. 9.                                    |
| Sources : rue-ville.info & perche-gouet.net & OpenStreetMap   |                                                               |                                                               |                                                               |                                                               |                                                               |                                                               |                                                               |                                                               |                                                               |                                                               |                                                               |                                                               |                                                               |                                                               |                                                               |                                                               |                                                               |                                                               |

### Risques majeurs
Le territoire communal de Villefranche-sur-Cher est vulnérable à différents aléas naturels : inondations (par débordement du Cher ou par ruissellement), climatiques (hiver exceptionnel ou canicule), feux de forêts, mouvements de terrains ou sismique (sismicité très faible)11 avril 202011 avril 2020
Il est également exposé à un risque technologique : le transport de matières dangereuses,.

#### Risques naturels

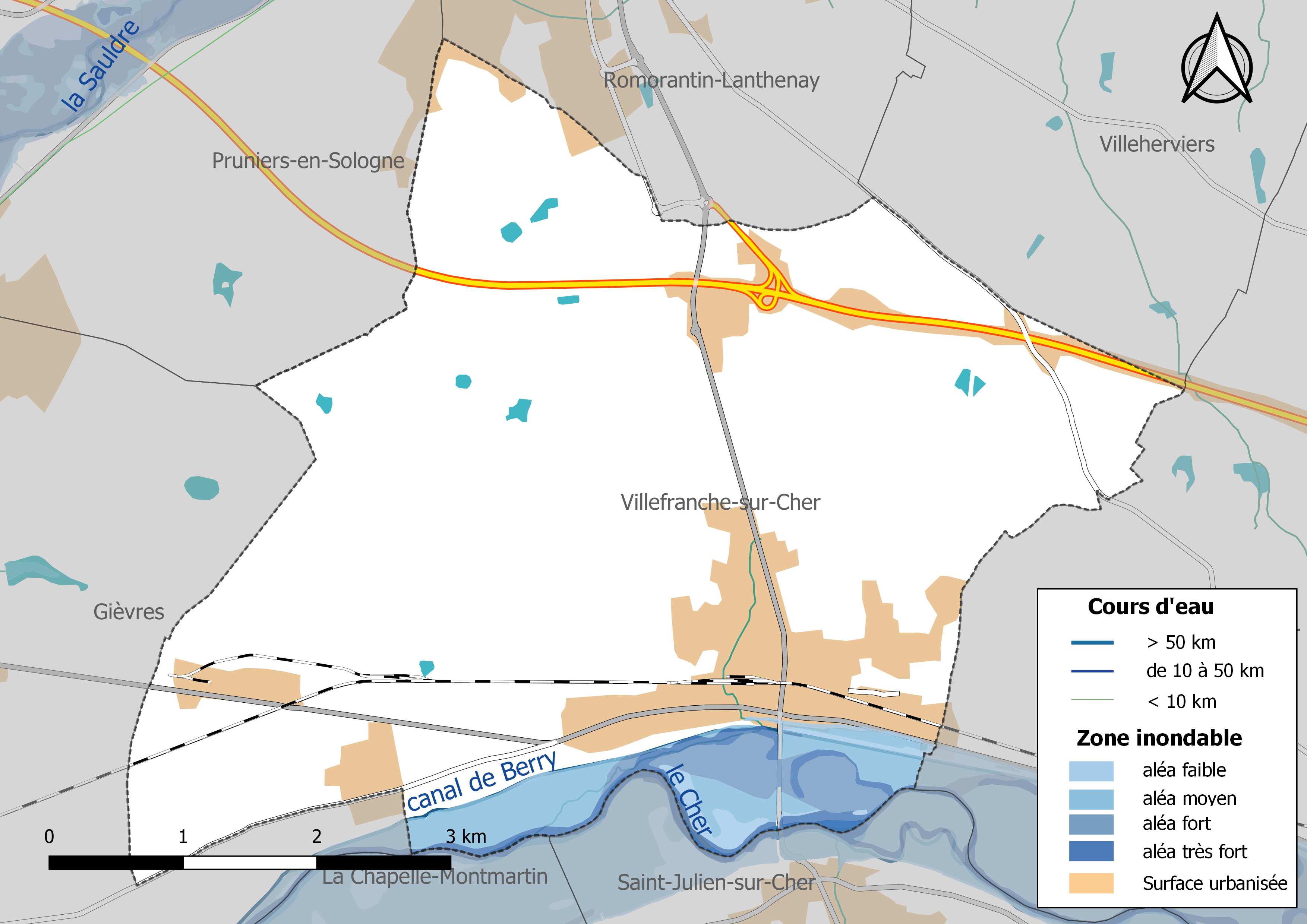
Zones inondables de la commune de Villefranche-sur-Cher.

Les mouvements de terrains susceptibles de se produire dans la commune sont soit liés au retrait-gonflement des argiles, soit des chutes de blocs, soit des glissements de terrains, soit des effondrements liés à des cavités souterraines. Le phénomène de retrait-gonflement des argiles est la conséquence d'un changement d'humidité des sols argileux. Les argiles sont capables de fixer l'eau disponible mais aussi de la perdre en se rétractant en cas de sécheresse. Ce phénomène peut provoquer des dégâts très importants sur les constructions (fissures, déformations des ouvertures) pouvant rendre inhabitables certains locaux. La carte de zonage de cet aléa peut être consultée sur le site de l'observatoire national des risques naturels Georisques. Une autre carte permet de prendre connaissance des cavités souterraines localisées dans la commune.
Les crues du Cher sont moins importantes que celles de la Loire, mais elles peuvent provoquer des dégâts importants. Les crues historiques sont celles de 1856 (5 m à l'échelle de Noyers-sur-Cher), 1940 (4,03 m) et 1977 (3,58 m). Le débit maximal historique est de 1 560 m3/s et caractérise une crue de retour supérieur à cent ans pour Montrichard Val de Cher. Le risque d'inondation est pris en compte dans l'aménagement du territoire de la commune par le biais du Plan de prévention du risque inondation (PPRI) du Cher.

#### Risques technologiques
Le risque de transport de marchandises dangereuses dans la commune est lié à sa traversée par des infrastructures routières et ferroviaires importantes et la présence d'une canalisation de transport de gaz. Un accident se produisant sur de telles infrastructures est en effet susceptible d'avoir des effets graves au bâti ou aux personnes jusqu'à 350 m, selon la nature du matériau transporté. Des dispositions d'urbanisme peuvent être préconisées en conséquence.

## Toponymie
C'est en 1962 que la commune adopta, pour se différencier des 16 communes homonymes, le nom unique de Villefranche-sur-Cher, en vertu du décret du 2 mars de la même année.

## Histoire

### Avant la Révolution

#### Les Hospitaliers
La première mention du nom de la ville date de 1172 sur une charte d'Hervé Premier, seigneur de Vierzon relative aux Hospitaliers de Villefranche à qui il cède une terre qui s'étend de la route de Romorantin à Langon et à Port-Martin. La commanderie de l'ordre de Saint-Jean de Jérusalem se développa mais en 1256, le comte de Blois, seigneur de Romorantin leur contesta le droit de haute-justice sur le bourg de Villefranche et eu gain de cause. À la suite de la dévolution des biens de l'ordre du Temple, la commanderie de Villefranche absorba les anciennes commanderies templières de L'Épinat, Valençay et Vierzon.

#### Moyen âge tardif et Ancien régime
Villefranche a été un port important sur le canal du Berry jusqu'au milieu du XXe siècle.

### Repuis la Révolution

#### Révolution de 1789 et Empire
En 1833, les deux villages de Villefranche et de L'Hospital-La Commanderie fusionnent.

## Politique et administration

### Découpage territorial
La commune de Villefranche-sur-Cher est membre de la Communauté de communes du Romorantinais et du Monestois, un établissement public de coopération intercommunale (EPCI) à fiscalité propre créé le 1er janvier 2009.
Elle est rattachée sur le plan administratif à l'arrondissement de Romorantin-Lanthenay, au département de Loir-et-Cher et à la région Centre-Val de Loire, en tant que circonscriptions administratives. Sur le plan électoral, elle est rattachée au canton de Selles-sur-Cher depuis 2015 pour l'élection des conseillers départementaux et à la deuxième circonscription de Loir-et-Cher pour les élections législatives.

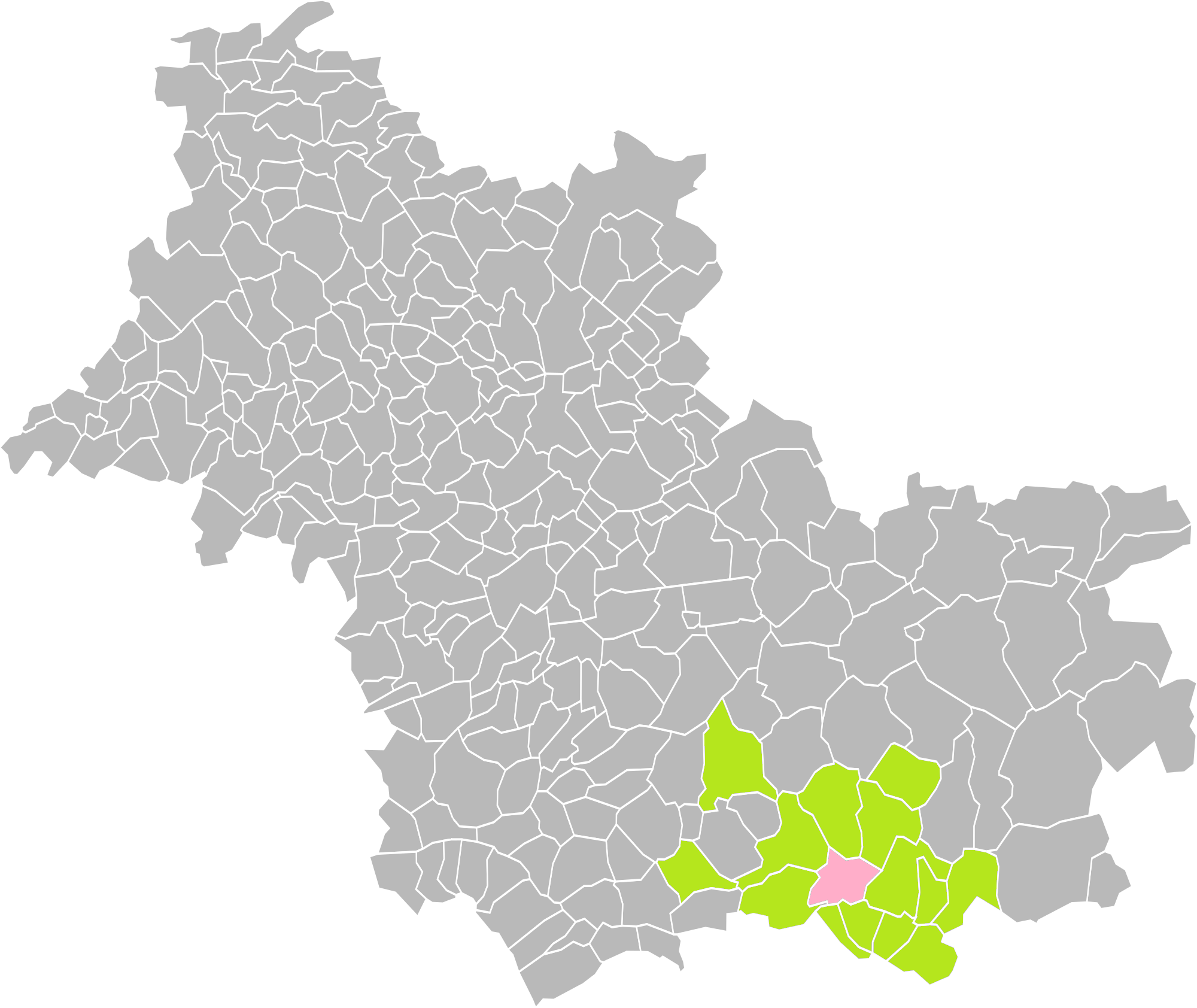
Villefranche-sur-Cher dans l'intercommunalité en 2016.
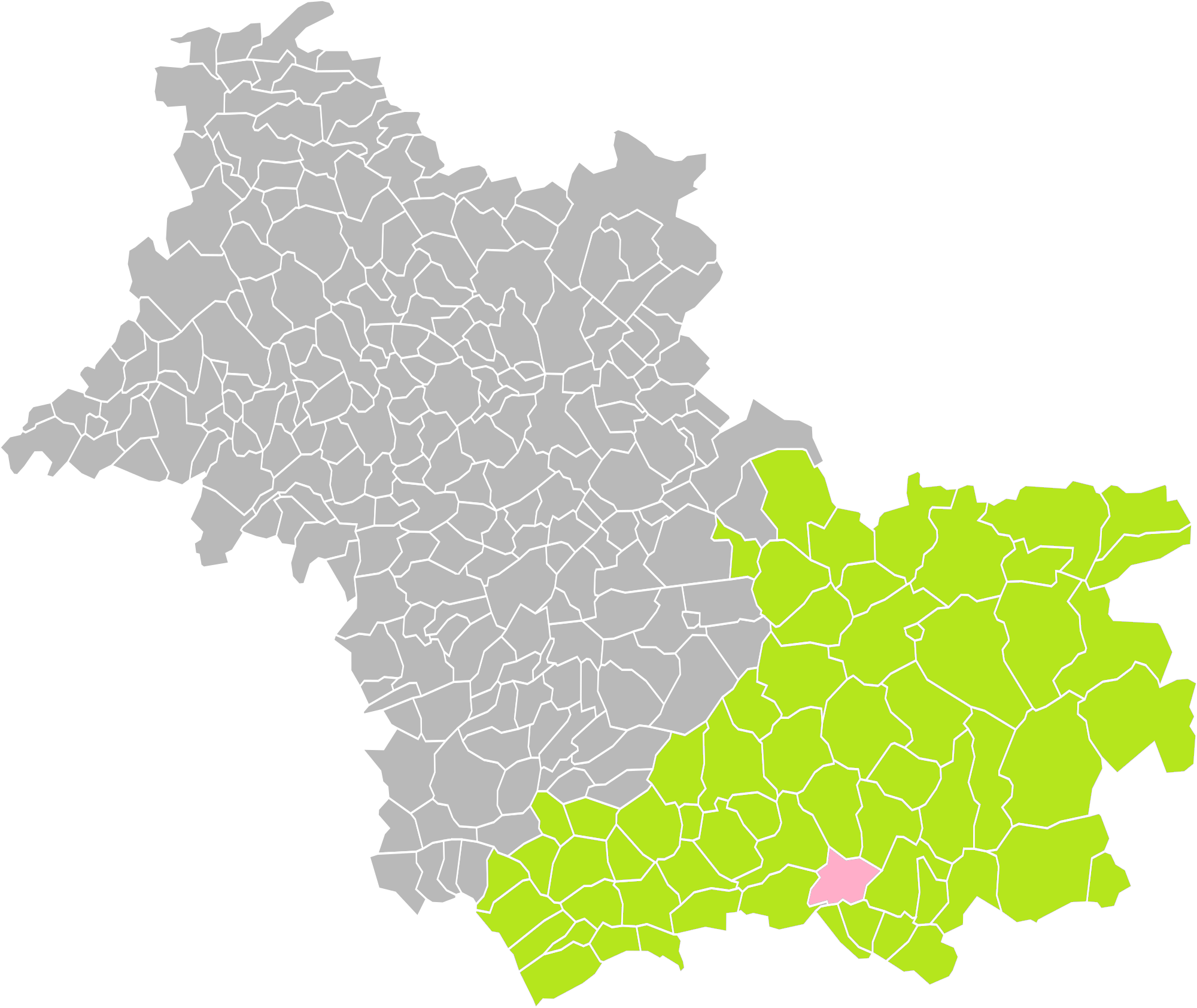
Villefranche-sur-Cher dans l'arrondissement de Romorantin-Lanthenay en 2016.
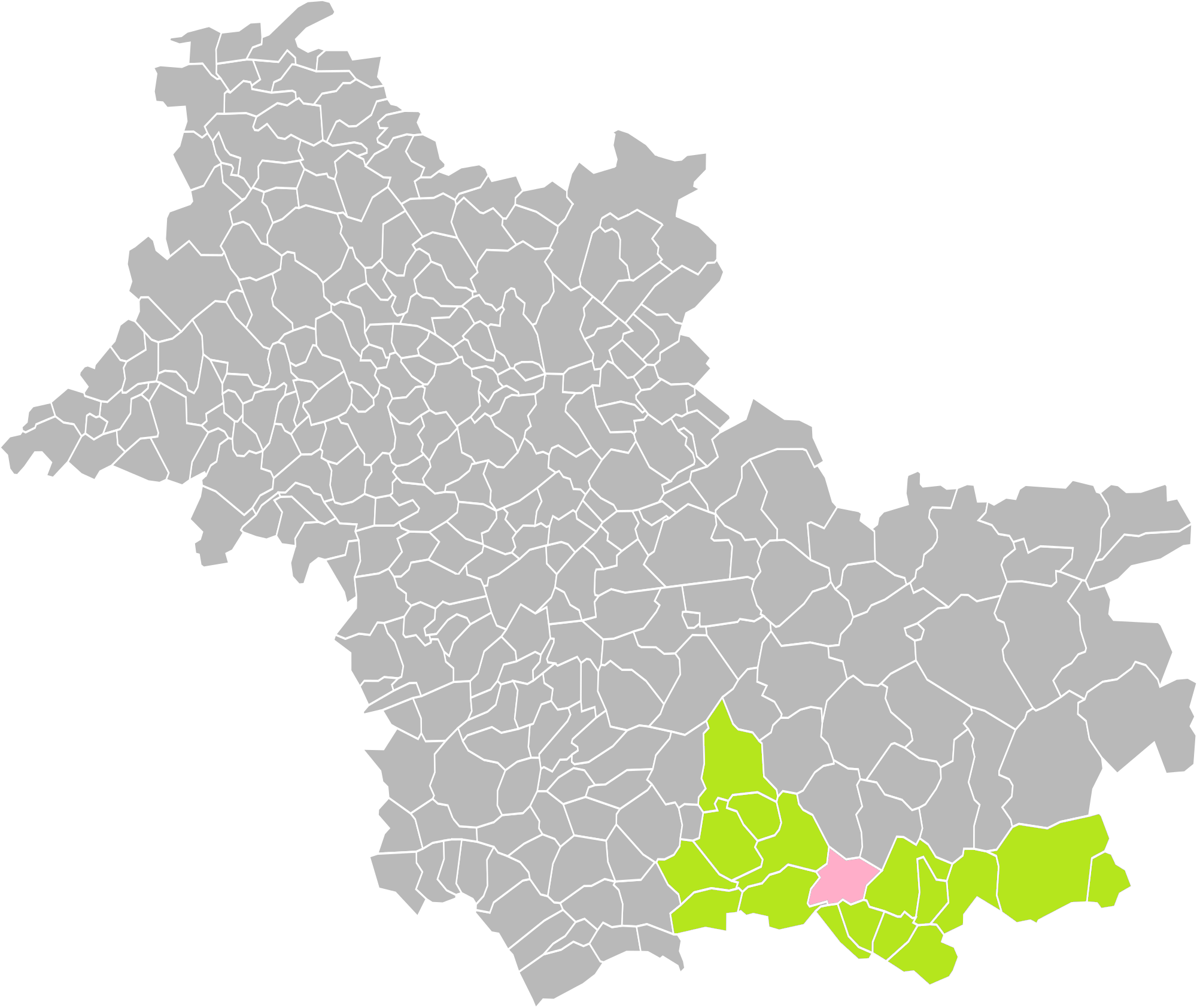
Villefranche-sur-Cher dans le canton de Selles-sur-Cher en 2016.

### Politique et administration municipale

#### Conseil municipal et maire
Le conseil municipal de Villefranche-sur-Cher, commune de plus de 1 000 habitants, est élu au scrutin proportionnel plurinominal avec prime majoritaire. Compte tenu de la population communale, le nombre de sièges au conseil municipal est de 23. Le maire, à la fois agent de l'État et exécutif de la commune en tant que collectivité territoriale, est élu par le conseil municipal au scrutin secret lors de la première réunion du conseil suivant les élections municipales, pour un mandat de six ans, c'est-à-dire pour la durée du mandat du conseil.
| Période                                  | Période   | Identité           | Étiquette | Qualité                                                                     |
| ---------------------------------------- | --------- | ------------------ | --------- | --------------------------------------------------------------------------- |
| 1944                                     | 1947      | Émile Leroy        |           |                                                                             |
| 1947                                     | 1959      | Jean Caumont       |           |                                                                             |
| 1959                                     | 1965      | Raymond Banchereau |           |                                                                             |
| 1965                                     | mars 1977 | Yves Boutet        |           | Médecin                                                                     |
| mars 1977                                | 1979      | Pierre-Jean Morlé  |           | Médecin                                                                     |
| 1979                                     | juin 1995 | Josette Boursier   |           |                                                                             |
| juin 1995                                | mars 2008 | Bernard Raimond    |           |                                                                             |
| mars 2008                                | mars 2014 | Joël Auger         | SE        | Ingénieur retraité Vice-président de la CC du Romorantinais et du Monestois |
| mars 2014                                | mai 2020  | Jean-Claude Oton   | SE        | Salarié retraité du secteur privé                                           |
| mai 2020                                 | En cours  | Bruno Marechal,    | RPR       | Ancien cadre                                                                |
| Les données manquantes sont à compléter. |           |                    |           |                                                                             |

## Population et société

### Démographie

#### Évolution démographique
L'évolution du nombre d'habitants est connue à travers les recensements de la population effectués dans la commune depuis 1793. Pour les communes de moins de 10 000 habitants, une enquête de recensement portant sur toute la population est réalisée tous les cinq ans, les populations de référence des années intermédiaires étant quant à elles estimées par interpolation ou extrapolation. Pour la commune, le premier recensement exhaustif entrant dans le cadre du nouveau dispositif a été réalisé en 2007.

En 2022, la commune comptait 2 657 habitants, en évolution de −1,56 % par rapport à 2016 (Loir-et-Cher : −1,15 %, France hors Mayotte : +2,11 %).
| 1793 | 1800 | 1806 | 1821 | 1831 | 1836  | 1841  | 1846  | 1851  |
| ---- | ---- | ---- | ---- | ---- | ----- | ----- | ----- | ----- |
| 421  | 455  | 450  | 592  | 625  | 1 434 | 1 244 | 1 363 | 1 287 |

| 1856  | 1861  | 1866  | 1872  | 1876  | 1881  | 1886  | 1891  | 1896  |
| ----- | ----- | ----- | ----- | ----- | ----- | ----- | ----- | ----- |
| 1 340 | 1 384 | 1 461 | 1 640 | 1 575 | 1 659 | 1 758 | 1 735 | 1 756 |

| 1901  | 1906  | 1911  | 1921  | 1926  | 1931  | 1936  | 1946  | 1954  |
| ----- | ----- | ----- | ----- | ----- | ----- | ----- | ----- | ----- |
| 1 707 | 1 751 | 1 668 | 1 667 | 1 570 | 1 566 | 1 583 | 1 443 | 1 473 |

| 1962  | 1968  | 1975  | 1982  | 1990  | 1999  | 2006  | 2007  | 2012  |
| ----- | ----- | ----- | ----- | ----- | ----- | ----- | ----- | ----- |
| 1 527 | 1 540 | 1 743 | 2 055 | 2 298 | 2 409 | 2 587 | 2 614 | 2 746 |

| 2017  | 2022  | - | - | - | - | - | - | - |
| ----- | ----- | - | - | - | - | - | - | - |
| 2 667 | 2 657 | - | - | - | - | - | - | - |

#### Pyramide des âges
La population de la commune est relativement âgée.
En 2018, le taux de personnes d'un âge inférieur à 30 ans s'élève à 29,8 %, soit en dessous de la moyenne départementale (31,3 %). À l'inverse, le taux de personnes d'âge supérieur à 60 ans est de 32,4 % la même année, alors qu'il est de 31,6 % au niveau départemental.
En 2018, la commune comptait 1 304 hommes pour 1 358 femmes, soit un taux de 51,01 % de femmes, légèrement inférieur au taux départemental (51,45 %).
Les pyramides des âges de la commune et du département s'établissent comme suit.
| Hommes | Classe d’âge | Femmes |
| ------ | ------------ | ------ |
| 1,0    | 90 ou +      | 1,5    |
| 8,0    | 75-89 ans    | 9,0    |
| 21,9   | 60-74 ans    | 23,2   |
| 23,3   | 45-59 ans    | 20,5   |
| 15,2   | 30-44 ans    | 16,8   |
| 15,2   | 15-29 ans    | 13,4   |
| 15,4   | 0-14 ans     | 15,5   |

| Hommes | Classe d’âge | Femmes |
| ------ | ------------ | ------ |
| 1,1    | 90 ou +      | 2,6    |
| 9,2    | 75-89 ans    | 11,9   |
| 19,7   | 60-74 ans    | 20,4   |
| 20,7   | 45-59 ans    | 20     |
| 16,5   | 30-44 ans    | 16,2   |
| 15,2   | 15-29 ans    | 13,2   |
| 17,6   | 0-14 ans     | 15,7   |

## Économie

### Secteurs d'activité
Le tableau ci-dessous détaille le nombre d'entreprises implantées à Villefranche-sur-Cher selon leur secteur d'activité et le nombre de leurs salariés :
|                                                              | total | % com (% dep) | 0 salarié | 1 à 9 salarié(s) | 10 à 19 salariés | 20 à 49 salariés | 50 salariés ou plus |
| ------------------------------------------------------------ | ----- | ------------- | --------- | ---------------- | ---------------- | ---------------- | ------------------- |
| Ensemble                                                     | 181   | 100,0 (100)   | 128       | 46               | 5                | 2                | 0                   |
| Agriculture, sylviculture et pêche                           | 5     | 2,8 (11,8)    | 3         | 2                | 0                | 0                | 0                   |
| Industrie                                                    | 17    | 9,4 (6,5)     | 12        | 2                | 2                | 1                | 0                   |
| Construction                                                 | 34    | 18,8 (10,3)   | 15        | 19               | 0                | 0                | 0                   |
| Commerce, transports, services divers                        | 105   | 58,0 (57,9)   | 85        | 20               | 0                | 0                | 0                   |
| dont commerce et réparation automobile                       | 57    | 31,5 (17,5)   | 47        | 10               | 0                | 0                | 0                   |
| Administration publique, enseignement, santé, action sociale | 20    | 11,0 (13,5)   | 13        | 3                | 3                | 1                | 0                   |
| Champ : ensemble des activités.                              |       |               |           |                  |                  |                  |                     |

Le secteur du commerce, transports et services divers est prépondérant dans la commune (105 entreprises sur 181).
Sur les 181 entreprises implantées à Villefranche-sur-Cher en 2016, 128 ne font appel à aucun salarié, 46 comptent 1 à 9 salariés, 5 emploient entre 10 et 19 personnes et 2 emploient entre 20 et 49 personnes.
- Zone industrielle de la Bézardière comprenant une quinzaine d'entreprises.
- La ville est l'un des centres logistiques de l'Institut national de l'information géographique et forestière installé dans un vaste site à l'ouest de la ville, en bordure de la voie ferrée.

### Agriculture
En 2010, l'orientation technico-économique de l'agriculture dans la commune est la culture de céréales et d'oléoprotéagineux (COP). Le département a perdu près d'un quart de ses exploitations en 10 ans, entre 2000 et 2010 (c'est le département de la région Centre-Val de Loire qui en compte le moins). Cette tendance se retrouve également au niveau de la commune où le nombre d'exploitations est passé de 13 en 1988 à 5 en 2000 puis à 1 en 2010. Parallèlement, la taille de ces exploitations augmente, passant de 12 ha en 1988 à 7 ha en 2010.
Le tableau ci-dessous présente les principales caractéristiques des exploitations agricoles de Villefranche-sur-Cher, observées sur une période de 22 ans :
|                                      | 1988                 | 2000                 | 2010                 |
| Dimension économique                 | Dimension économique | Dimension économique | Dimension économique |
| ------------------------------------ | -------------------- | -------------------- | -------------------- |
| Nombre d'exploitations (u)           | 13                   | 5                    | 1                    |
| Travail (UTA)                        | 7                    | 3                    | 0                    |
| Surface agricole utilisée (ha)       | 153                  | 32                   | 7                    |
| Cultures                             |                      |                      |                      |
| Terres labourables (ha)              | 81                   | s                    | s                    |
| Céréales (ha)                        | 37                   | s                    | s                    |
| dont blé tendre (ha)                 | s                    | s                    |                      |
| dont maïs-grain et maïs-semence (ha) | 12                   |                      | s                    |
| Tournesol (ha)                       | s                    |                      |                      |
| Colza et navette (ha)                | 0                    |                      |                      |
| Élevage                              |                      |                      |                      |
| Cheptel (UGBTA)                      | 49                   | 9                    | 0                    |

#### Produits labellisés

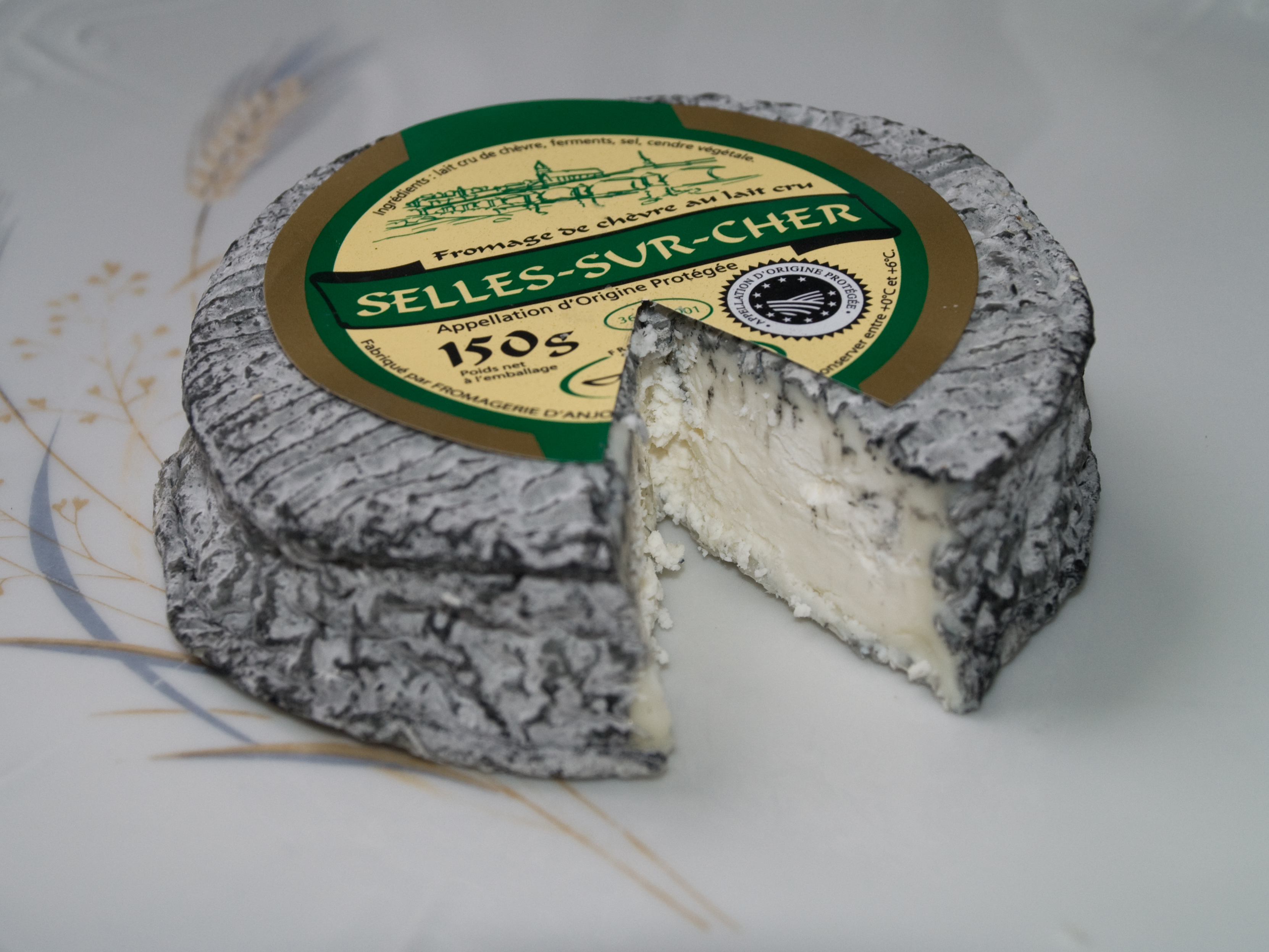
Selles-sur-cher.

La commune de Villefranche-sur-Cher est située dans l'aire de l'appellation d'origine protégée (AOP) d'un produit : un fromage (le Selles-sur-cher).
Le territoire de la commune est également intégré aux aires de productions de divers produits bénéficiant d'une indication géographique protégée (IGP) : le vin Val-de-loire, les volailles de l’Orléanais et les volailles du Berry,.

## Culture locale et patrimoine

### Lieux et monuments
- Croix de carrefour, inscrite au titre des monuments historiques ;
- Maison moyen-âge, parfois indiquée comme ancien couvent ou maison des templiers, dont la façade est inscrite au titre des monuments historiques ;
- Vestiges d'une commanderie hospitalière[72] ;
- Église Sainte-Marie Madeleine, datant du XIIe siècle et classée monument historique ;

### Héraldique
|  | Les armoiries de Villefranche-sur-Cher se blasonnent ainsi : De gueules à la clef d'argent posée en barre, l'anneau en losange pommeté, le panneton rempli de sable; à la plaine aussi d'argent, au franc-canton du même chargé d'un écusson du champ surchargé d'une croix pattée d'argent. Création Cl. Chevy (1987). |

## Personnalités liées à la commune
- Antoine Normant (1784-1849), homme politique né à Villefranche-sur-Cher, maire de Romorantin-Lanthenay, député de Loir-et-Cher de 1848 à 1849.